# Döppling
Döppling ist ein Dorf in der Stadtgemeinde Ternitz im Bezirk Neunkirchen in Niederösterreich.

## Geografie
Das Dorf befindet sich nördlich von Ternitz in der Katastralgemeinde St. Johann am Steinfelde in einer nach Osten exponierten Mulde, die nur über Nebenstraßen erreichbar ist. Unmittelbar im Osten schließen die westlichen Ortsteile von Rohrbach am Steinfelde an.

## Geschichte
Im Jahr 1822 wurde der Ort als Dorf mit sechs Häusern genannt, das nach St. Johann eingepfarrt war, wohin auch die Kinder eingeschult wurden. Die Herrschaft Stixenstein besaß die Ortsobrigkeit und besorgte die Konskription. Die Landgerichtsbarkeit wurde vom Magistrat Wiener Neustadt ausgeübt. Die Untertanen und Grundholde des Ortes gehörten den Herrschaften Stixenstein, Steyersberg und Kranichberg.
Laut Adressbuch von Österreich waren im Jahr 1938 in Döppling ein Gemischtwarenhändler, eine Hebamme, ein Holzhändler, ein Maurermeister, ein Trafikant und ein Landwirt mit Ab-Hof-Verkauf ansässig.